# C1RCA
C1RCA (pronunciado "circa") es una compañía estadounidense de calzado, ropa y material de skate.

## Historia
C1RCA se fundó en 1999 en San Clemente, California, por la compañía de snowboard Four Star Distribution y liderada por el skater profesional Chad Muska. Muska dejó éS Footwear para fundar C1RCA.
El 15 de julio de 2004, el grupo Four Star vende sus divisiones de snowboard (compañías como Forum, Special Blend, Jeenyus, y Foursqure) a la gigante de este deporte extremo, Burton Snowboards. Por lo tanto, Four Star Distribution queda únicamente como grupo que trabaja con el skateboard, como bien reza su eslogan Committed to Skateboarding (Destinado al skateboard).
En 2005, Muska deja C1RCA para marcharse a Supra Footwear.

## Equipo de C1RCA
C1RCA únicamente está presente en el skateboard. El equipo actual lo forman jóvenes skaters como Sierra Fellers, Colt Cannon, Windsor James, Adrian Lopez, Peter Ramondetta, Tony Tave, Jon Allie, Neen Williams , David Gravette y Mario Castro. Además, fueron los protagonistas del primer video promocional de la historia de la compañía. Fue en mayo de 2006 bajo el título de It's Time.
Sin duda, en el pasado han formado parte del equipo de C1RCA skaters del nivel de Jamie Thomas, Chris Cole, Mark Appleyard, Chad Muska, Moises Madrid y Chris Haslam.